# Stylogaster ornatipes
Stylogaster ornatipes är en tvåvingeart som beskrevs av Krober 1914. Stylogaster ornatipes ingår i släktet Stylogaster och familjen stekelflugor. Inga underarter finns listade i Catalogue of Life.